# Quaraí
Quaraí či Cuareim (portugalsky Rio Quaraí, španělsky Río Cuareim) je řeka na brazilsko-uruguayské hranici. Teče západním směrem a vlévá se do řeky Uruguay. Je dlouhá 351 kilometrů. V ústí řeky leží Brazilský ostrov, nárokovaný Brazílií i Uruguayí.